# Senergy 2
Senergy 2 ist ein Solarpark in der Gemeinde Bokhol im senegalesischen Département Dagana in der Region Saint-Louis. Die Anlage Senergy 1 wurde zeitgleich nahe der Stadt Mékhé im Département Tivaouane errichtet.

## Geographische Lage
Der Solarpark liegt in einer von der Sahelzone geprägten vegetationsarmen Umgebung zwischen dem nördlichen Straßenrand der N 2 und der auf der anderen Seite angrenzenden landwirtschaftlich intensiv genutzten Senegalniederung. Das eingezäunte Areal erstreckt sich über eine Fläche von 34 Hektar. Die Anlage wurde vier Kilometer östlich der Stadtmitte von Dagana errichtet und in unmittelbarer Nähe eines Umspannwerkes, das auf der anderen Straßenseite der N2 liegt und wo der hier erzeugte Strom in das Verbundnetz von Senelec eingespeist werden kann. Ursprünglich diente dieses Umspannwerk nur als Ausgangspunkt einer Überlandleitung, die die von dem Stromanbieter SOMELEC versorgte Hauptstadt Mauretaniens, Nouakchott, mit dem Netz von SENELEC verbindet.

## Bauphase
Im Januar 2015 übernahm das Unternehmen Greenwish Partners die Planung und Entwicklung des Projektes im Norden Senegals. Im Februar 2016 begannen die Bauarbeiten, umgesetzt vom französischen Vinci-Konzern. Am 22. Oktober 2016 war das Kraftwerk fertiggestellt und wurde in Anwesenheit von Staatspräsident Macky Sall mit einem festlichen Rahmenprogramm in Betrieb genommen.

## Finanzierung
Maßgeblichen Anteil an der Finanzierbarkeit des Projektes hatte ein Darlehen über 20 Millionen US-Dollar, das von der Green Africa Power, einer Finanzierungsgesellschaft der Private Infrastructure Development Group, am 24. Oktober 2016 bereitgestellt worden ist.

## Stromerzeugung
In dem Solarpark wurden 75.000 Solarmodule installiert, die eine Fläche von etwa 29 Hektar bedecken. Das Kraftwerk hat unter der Annahme der Standard-Testbedingungen für Solarmodule eine Nennleistung von 20 MW. Die Bedeutung für den senegalesischen Markt ist groß, da die Stromgestehungskosten 50 % niedriger als die des bisherigen Energiemix des Landes liegen. Außerdem soll das Kraftwerk 160.000 Menschen im Nord-Senegal Zugang zu elektrischem Strom verschaffen.
Der erzeugte Strom wird über 20 Jahre durch ein Power Purchase Agreement (PPA) an das senegalesische Unternehmen Senelec verkauft.

## Arbeitsplätze
Während der Bauarbeiten entstanden in der armen Region 150 Arbeitsplätze, im Betrieb sind 25 Arbeitskräfte notwendig. Bei der Verteilung der Stellen wurden Frauen bevorzugt.

## Anteile
45 % des Aktienkapitals halten der Senegalese Sovereign Fund und weitere lokale Investoren. 2 % des Gewinns des Kraftwerkes werden an die lokale Bevölkerung ausgezahlt.